# Agaricus californicus
Agaricus californicus hay California Agaricus là một loài nấm độc trong Xanthodermati thuộc chi Agaricus.
Nó có độc tính trung bình gây khó chịu cho đường tiêu hoá ở một số các thể. Nguyên nhân của hiện tượng này chưa được biến và một số cá thể có thể ăn nó mà không có biểu hiện khác thường nào.

## Hình ảnh

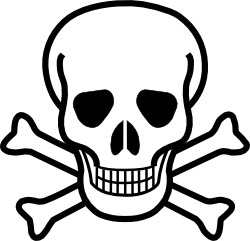
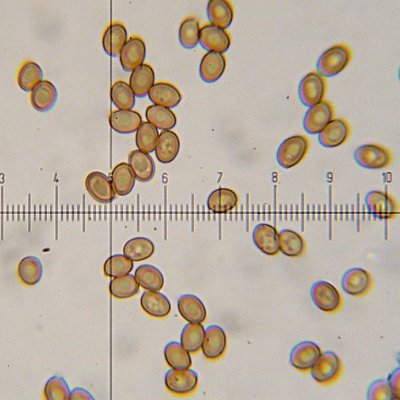